# فيضة العبيد
فيضة العُبَيّد هي فيضة، في ناحية بصية بقضاء السلمان بمحافظة المثنى بالبادية العراقية جنوب العراق، مساحتها كيلومتران مربعان وخمسة وثلاثون متراً.